# Iwan Groźny: Spisek bojarów
Iwan Groźny: Spisek bojarów – radziecki czarno-biały film historyczny z 1945 roku w reżyserii Siergieja Eisensteina. Jest to druga część filmu Iwan Groźny. 

## Fabuła
Część druga filmu prezentuje przemiany zachodzące w zachowaniu cara Iwana Groźnego, które nastąpiły na skutek nieudanego zamachu na jego życie, w którym otruto jego żonę oraz zdrady jego przyjaciela kniazia Kurbskiego. Wszystko to wpłynęło negatywnie na psychikę cara, którego głównym celem stało się zjednoczenie całej Rosji pod swoim panowaniem. Stopniowo żądza władzy oraz nieufność stały się jedynym motorem jego działań, które w konsekwencji doprowadziły go w stan obłąkania. Film wzbudził kontrowersje. Skojarzenia do aktualnej wtedy sytuacji politycznej w Rosji były nieuniknione, dlatego też premiera drugiej części filmu musiała czekać do śmierci Stalina i odwilży. Oficjalnie premiera odbyła się w 1958 roku.

## Obsada
- Nikołaj Czerkasow jako car Iwan IV Groźny
- Michaił Kuzniecow jako Fiodor Basmanow
- Sierafima Birman jako Eufrozyna Staricka
- Pawieł Kadocznikow jako książę Włodzimierz, syn Starickiej
- Michaił Nazwanow jako książę Andriej Kurbski
- Ada Wójcik jako Helena Glińska, matka Iwana
- Andriej Abrikosow jako metropolita Filip (wcześniej Fiodor Kołyczow)
- Michaił Żarow jako Maluta Skuratow
- Amwrosij Buczma jako Aleksiej Basmanow
- Wsiewołod Pudowkin jako książę Mieńszykow